# Myrtle Grove

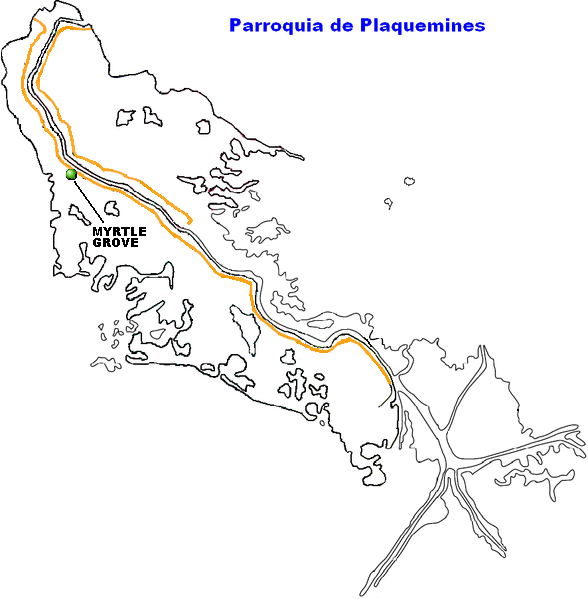
Localización de Myrtle Grove en el mapa de la Parroquia de Plaquemines.

Myrtle Grove es una pequeña localidad ubicada sobre el delta del Misisipi, dentro de la parroquia de Plaquemines, en el estado de Luisiana, Estados Unidos.

## Geografía

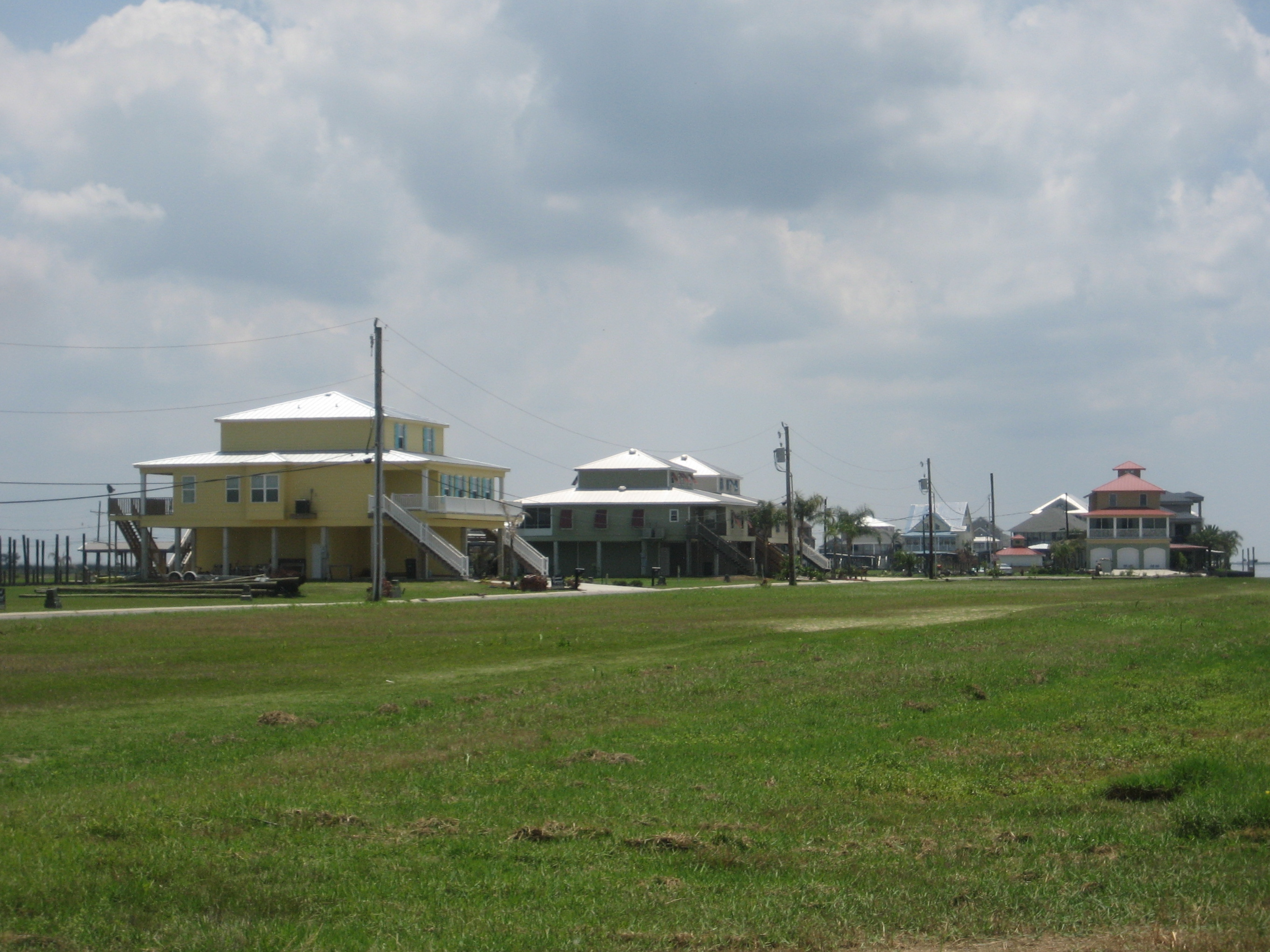
Caserío en Myrtle Grove, reconstruido tras el paso del Huracán Katrina.

El establecimiento de Myrtle Grove se localiza en las siguientes coordenadas a saber: 29°38′14″N 89°56′57″O / 29.63722, -89.94917. Esta comunidad posee un solo metro de elevación sobre el nivel del mar, convirtiéndola una zona proclive a las inundaciones. Su población se compone de menos de doscientos habitantes. Esta localidad se encuentra ubicada a unos treinta y nueve kilómetros de Nueva Orleans la principal ciudad de todo el estado, y a 522 kilómetros del aeropuerto internacional más cercano, el (IAH) Houston George Bush Intercontinental Airport.